# Veith Júlia
Veith Júlia (Dés, 1928. szeptember 28. – Bukarest, 1996. december 3.) erdélyi magyar újságíró, fordító, szerkesztő.

## Életútja
Középiskolai tanulmányait szülővárosában végezte. Levelező hallgatóként 1964-ben szerzett történelem–földrajz szakos tanári diplomát a bukaresti egyetemen. 1950-től a Politikai Könyvkiadónál, az együtt élő nemzetiségek szerkesztőségében szerkesztő volt, betegnyugdíjba helyezéséig (1981). Sok ezer oldal fordítást végzett, többnyire pártdokumentumok, pártoktatási tanfolyamok anyagát ültette át románból magyar nyelvre. Tanári szakterületéről merítette témáit a Tanügyi Újság, Munkásélet, Jóbarát hasábjain megjelent írásaihoz.
Kezdeményezte és gondozta az úttörőknek készített Jóbarát-könyveket:
- Balogh Irma: Barátaim, a serdülők, 1979;
- Bokor Katalin: Hősök nyomában, 1980.
- Közreműködött a Világégés a XX. században (nagymonográfia, 1973) dokumentumanyagának magyarra fordításában;
- Szerkesztette A Demeter gyerekek pályaváltása és más igaz történetek c. Ifjúmunkás-riportantológiát (1977) és Bitay Ödönnel Heves Ferenc Heves Renée életútja (1975) c. kötetét.

Fordításában megjelent munkák:
- V. Gheţău: A világ népessége (Bitay Ödönnel, Bukarest, 1975);
- Al. Savu: Románia (rövid földrajzi ismertetés, Bitay Ödönnel, Bukarest, 1976).